# Sam Wood
Samuel Grosvenor "Sam" Wood, född 10 juli 1884 i Philadelphia i Pennsylvania, död 22 september 1949 i Hollywood i Los Angeles, var en amerikansk filmregissör och filmproducent.

## Filmografi i urval
- 1935 – Galakväll på operan
- 1937 – En dag på kapplöpningarna
- 1938 – Panik på hotellet
- 1939 – Adjö, Mr. Chips
- 1939 – Borta med vinden (ej krediterad)
- 1940 – Kitty Foyle - ung modern kvinna
- 1941 – Hemliga Higgins
- 1942 – Ringar på vattnet
- 1942 – Bragdernas man
- 1943 – Klockan klämtar för dig
- 1945 – Högt spel i Saratoga
- 1946 – Sånt händer i Paris
- 1949 – Säg ja till livet